# Casa Senyorial d'Aizupe
La Casa Senyorial d'Aizupe (en letó: Aizupes muižas pils) va ser una casa senyorial a la històrica regió de Curlàndia, al Municipi de Kandava a l'oest de Letònia. La construcció de la casa va acabar-se el 1823. L'edifici va tenir una escola forestal de 1939 a 1985.

## Història
El 1561 la finca va ser propietat d'un duc, que va concedir el senyoriu al seu conseller Salamon Henning. El 1719, la casa va passar a ser propietat dels seus hereus, i més tard a von Koskulu, i a von Mirbahu. Des del 1793 al 1920, la casa es trobava a les mans de la família Hahn.
La propietat, va continuar sent un complex agrícola durant el segle xix amb cases residencials, grans graners, destil·leria, i un parc que es va establir entre 1830-1840 al costat de la casa senyorívola fins començaments del segle xx. De 1939 a 1945, va ser ocupada per l'Escola Forestal, i des del 1945 a 1985 per l'Escola Tècnica Forestal. Des de la dècada de 1990 ha estat sota el control del consell municipal, i en l'actualitat és un centre de rehabilitació social per a nens.